# Safakulevo
Safakulevo (in russo Сафакулево?) è un villaggio della Russia situato nell'oblast' di Kurgan. È il centro amministrativo del rajon Safakulevskij.
Si trova in una zona ricca di laghi, 210 km a sud-ovest di Kurgan.